# Digitalna povečava
Digitalna povečava je metoda povečave, pri kateri digitalni fotoaparat poveča velikost pikslov, ali pa mednje vriva nove.
Fizično slikano telo ni nič bližje fotoaparatu oziroma kameri, zato se kakovost slike z večanjem povečave manjša. Digitalna povečava ni priporočljiva, če bomo sliko nato natisnili, saj je natisnjena različica precej manj ostra (zaradi večjih pikslov).